# Sporobolus congoensis
Sporobolus congoensis là một loài thực vật có hoa trong họ Hòa thảo. Loài này được Franch. miêu tả khoa học đầu tiên năm 1895.